# Schistura minutus
Schistura minutus és una espècie de peix de la família dels balitòrids i de l'ordre dels cipriniformes.

## Etimologia
El seu nom científic fa referència a la seua petita grandària.

## Descripció
- Fa 38,3 mm de llargària màxima, és de color marró clar i té entre 14 i 18 franges al cos, els ulls petits, el llavi superior molt prim, una taca fosca a l'occipuci, la línia lateral incompleta, el musell moderadament punxegut i les barbetes sensorials petites però més llargues que el diàmetre dels ulls.
- L'abdomen de les femelles gràvides s'infla extraordinàriament a causa de la presència d'ous de gran grandària.[2]

## Hàbitat i distribució geogràfica
És un peix d'aigua dolça, demersal i de clima tropical, el qual viu a Àsia (el riu Iyei a Manipur, l'Índia).

## Amenaces
Essent un peix de rierol de muntanya, aquesta espècie és propensa a la degradació del seu hàbitat per causes antropogèniques (com ara, la construcció de preses).

## Observacions
És inofensiu per als humans.